# Municipio de Johnson (Kansas)
El municipio de Johnson (en inglés: Johnson Township) es un municipio ubicado en el condado de Ness en el estado estadounidense de Kansas. En el año 2010 tenía una población de 68 habitantes y una densidad poblacional de 0,22 personas por km².

## Geografía
El municipio de Johnson se encuentra ubicado en las coordenadas 38°20′28″N 100°8′18″O / 38.34111, -100.13833. Según la Oficina del Censo de los Estados Unidos, el municipio tiene una superficie total de 308.48 km², de la cual 308,33 km² corresponden a tierra firme y (0,05 %) 0,15 km² es agua.

## Demografía
Según el censo de 2010, había 68 personas residiendo en el municipio de Johnson. La densidad de población era de 0,22 hab./km². De los 68 habitantes, el municipio de Johnson estaba compuesto por el 100 % blancos. Del total de la población el 0 % eran hispanos o latinos de cualquier raza.